# 古矢徹
古矢徹（ふるや とおる、1958年12月23日 - ）是一位出身於日本東京都秋川市（現秋留野市）的總編輯、作家、評論家。東京都立國分寺高等學校、上智大學文學部新聞學科畢業。現在擔任出版社圖書製作室負責人。
待過自由國民社，後來接替渡邊祐成為寶島社雜誌「VOW」的第二任總本部長，亦曾擔任濱田省吾同好會雜誌「Road & Sky」編輯，兼採訪工作。

## 著作
- 寶島社VOW 二代目總本部長
- キヨのほろりええ話
- 萬馬券二季報系列

## 其他
曾經遭遇全日空61號航班劫機事件，不過安然無恙。